# Orde van Mohammedi

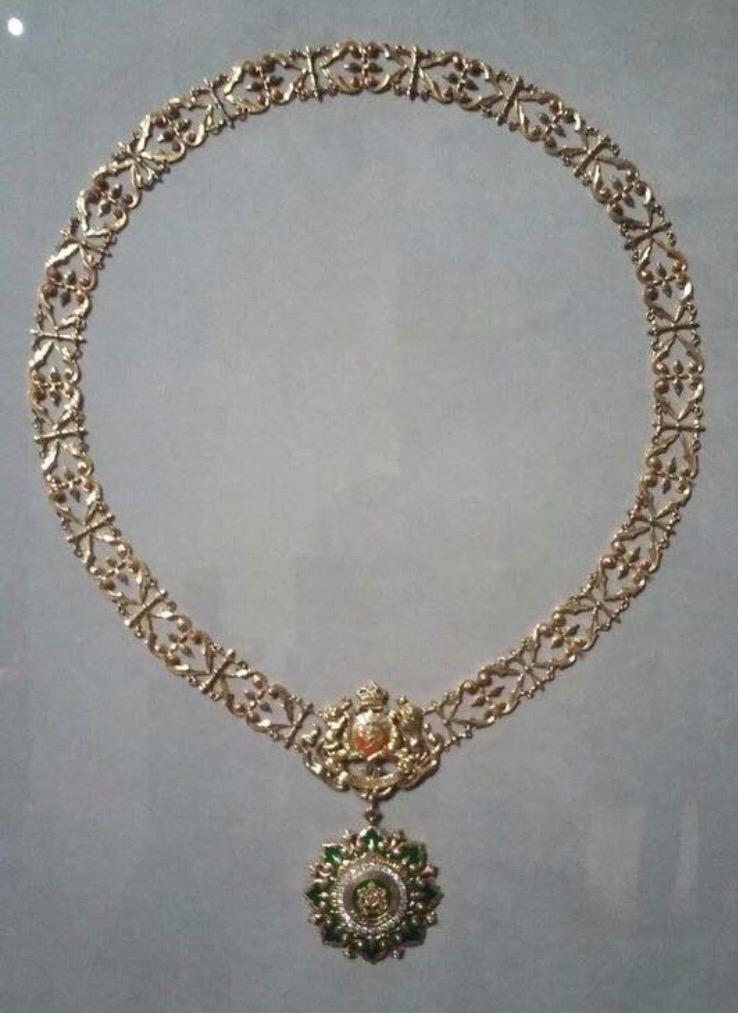
Halsketting van de Orde van Muhammad (1e klasse)

De Orde van Mohammedi, (Wissam al-Mohammadi, Order of the Mohammediya, Ordre de la "Souverainete of Ordre de Mohammed) werd in 1956 door de Marokkaanse koning Muhammad V ibn Yusuf, die regeerde van 1955 tot 1961, ingesteld. De orde is de hoogste Marokkaanse onderscheiding en heeft drie graden, de Bijzondere Klasse, de Eerste Klasse en de Tweede Klasse.
- De Bijzondere Klasse draagt een met diamanten en robijnen versierde keten om de hals. De keten heeft negentien gouden schakels in de vorm van gestileerde bloemen in gouden filigraan. De keten komt samen in een groot geëmailleerd wapenschild in Europese stijl. Het daaraan opgehangen kleinood is een gouden ster met tien punten. Een deel van het oppervlak is groen geëmailleerd. In het centrale medaillon staat het Marokkaanse wapen. Alleen bij het kleinood van de Bijzondere Klasse en bij de ster van de Eerste Klasse is de rand bezet met robijnen en briljanten en is een ring van 36 briljanten om het medaillon aangebracht.

- De Eerste Klasse draagt het met edelstenen versierde kleinood van de orde als een ster op de linkerborst.

- De Tweede Klasse draagt het kleinood van de orde zonder edelstenen als een ster op de linkerborst.

Er is geen lint aan de orde verbonden.

## Decoranti
De ridderorde wordt aan staatshoofden en leden van koninklijke families toegekend. Bij uitzondering worden ook Marokkanen in deze orde opgenomen. De keten van de orde komt voor op de Lijst van onderscheidingen van maarschalk Tito.
- Mohammed VI van Marokko, (grootmeester)
- Farah Diba, (Eerste Klasse)
- Keizer Akihito van Japan, (Bijzondere klasse)